# Nacimiento

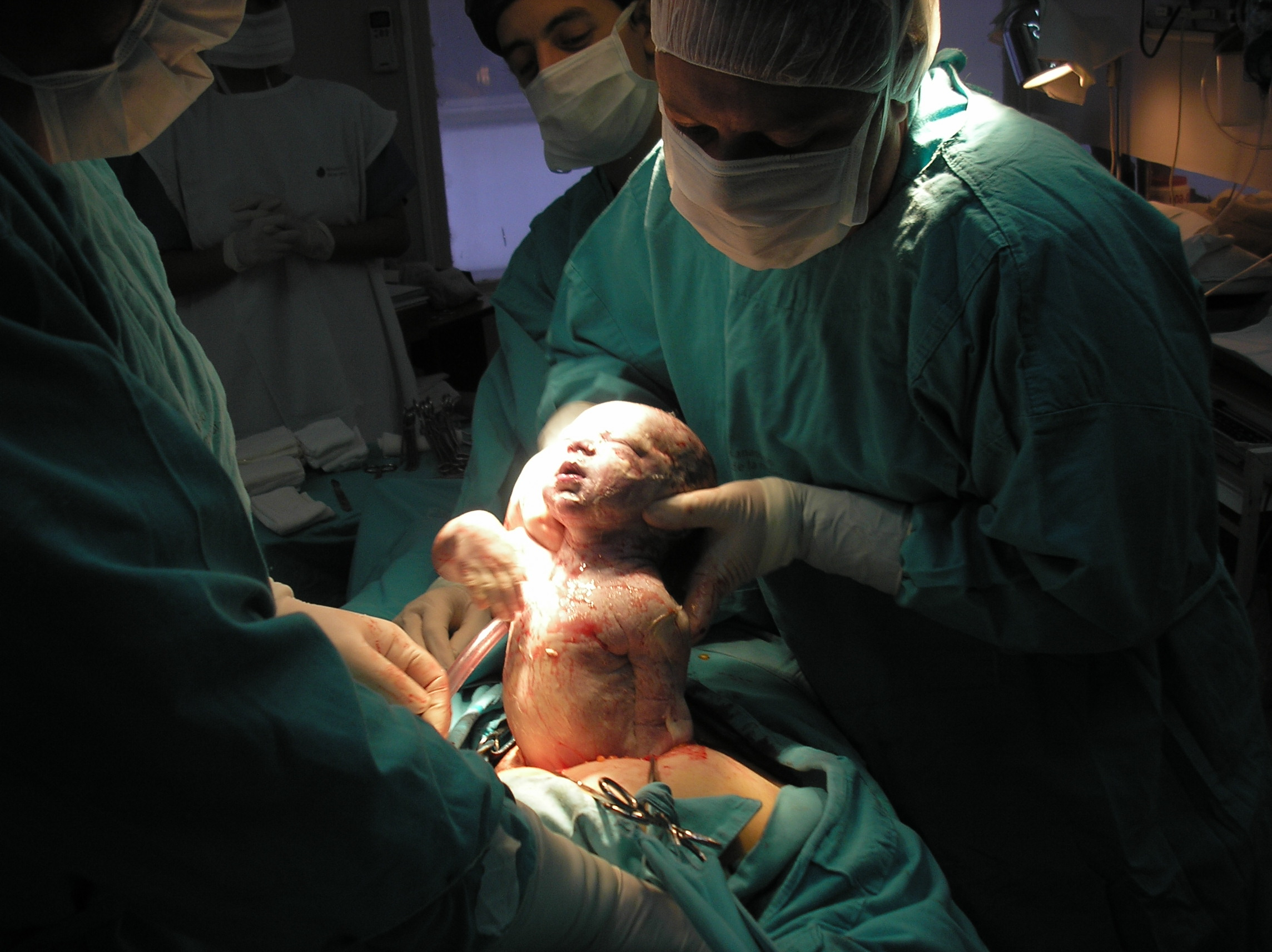
Cuando el bebe sale del vientre de la madre

El nacimiento es el momento en que termina el proceso de gestación, y empieza el desarrollo infantil del ser vivo. Éste deja el vientre de su madre en el caso de los animales vivíparos, o del huevo en el caso de los animales ovíparos, o bien cuando una planta sale de la semilla, o bien cuando un bebé deja el vientre de su madre. 
No solo los mamíferos dan a luz. Algunos reptiles, anfibios, peces e invertebrados llevan a sus jóvenes en desarrollo dentro de ellos. Algunos de estos son ovovivíparos, con los huevos que se incuban en el cuerpo de la madre, y otros son vivíparos, con el individuo embrión en desarrollo dentro de su cuerpo, como en los mamíferos.

## En el ser humano

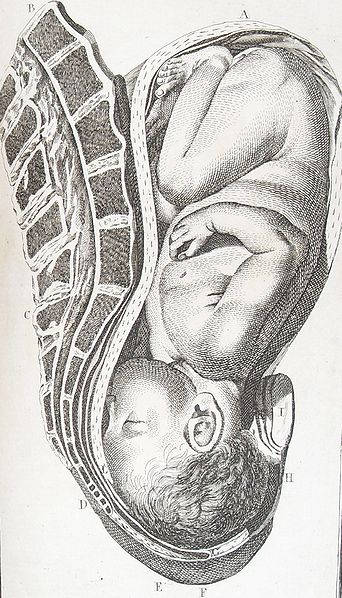
Ilustración de la presentación normal de cabeza por la obstetra William Smellie hacia el año 1792.

En el caso humano, al nacimiento se le llama parto. El tiempo de gestación, es decir, el período entre la concepción y el nacimiento, tiene una duración que ronda los nueve meses.
En relación con la ética y la religión, la cuestión de cuándo comienza la vida de un ser humano, a menudo ha estado sujeta a debate, por ejemplo, con el fin de responder a cuestiones jurídicas sobre el derecho del ser humano a nacer (frente al derecho de la madre a decidir sobre su propio cuerpo, o sobre el destino de un feto no viable).
Es cuestionable si la vida efectivamente tiene un comienzo, toda vez que ésta es un continuo que se transmite de padres a hijos. Así, el momento del nacimiento no sería más que el cambio de estado de un ser humano y no el momento del inicio de la vida humana.

## En otros animales
Muchos reptiles y la gran mayoría de los invertebrados, la mayoría de los peces, anfibios y todas las aves son ovíparos, es decir, ponen huevos con poco o ningún desarrollo embrionario dentro de la madre. En los organismos acuáticos, la fertilización es casi siempre externa y los espermatozoides y los óvulos se liberan en el agua (una excepción son los tiburones y las rayas, que tienen fertilización interna). Se pueden producir millones de óvulos sin mayor participación de los padres, con la expectativa de que un pequeño número sobreviva y se convierta en individuos maduros. Los invertebrados terrestres también pueden producir una gran cantidad de huevos, algunos de los cuales pueden evitar la depredación y continuar con la especie. Algunos peces, reptiles y anfibios han adoptado una estrategia diferente e invierten sus esfuerzos en producir un pequeño número de crías en una etapa más avanzada que tienen más probabilidades de sobrevivir hasta la edad adulta. Las aves cuidan a sus crías en el nido y satisfacen sus necesidades después de la eclosión y quizás no sea sorprendente que no se produzca un desarrollo interno en las aves, dada su necesidad de volar.